# Tag (película de 2018)
Tag (¡Tú la llevas! en España y ¡Te atrapé! en Hispanoamérica) es una película de comedia dirigida por Jeff Tomsic y escrita por Rob McKittrick y Mark Steilen. Fue estrenada el 15 de junio de 2018. La película está basada en una historia publicada en The Wall Street Journal.

## Argumento
Hogan "Hoagie" Malloy, Bob Callahan, Randy "Chilli" Cilliano, Kevin Sable y Jerry Pierce llevan jugando a las traes desde 1983 durante el mes de mayo, siendo Jerry el único miembro del grupo que no ha sido tocado. Hoagie recluta a Bob, Chilli y Kevin para un último intento de tocar a Jerry, diciéndoles que Jerry planea retirarse después del juego de este año debido a su próximo matrimonio. Rebecca Crosby, una reportera del Wall Street Journal que está haciendo un reportaje sobre Bob, se une a ellos y decide escribir un artículo sobre los amigos. También les acompaña Anna, la mujer de Hoagie.
Una vez en su ciudad natal, localizan a Jerry e intentan tocarlo, pero se ven rápidamente superados por la habilidad de Jerry. Jerry presenta a su prometida Susan. Mientras los otros expresan su decepción por no haber sido invitados a la boda a pesar de su estrecha relación, Jerry afirma que sabía que irían de todos modos; acuerdan no jugar al juego en ningún evento relacionado con la boda a cambio de invitaciones a la misma. A pesar de esto, el grupo hace varios intentos de atrapar a Jerry, pero no lo consiguen, y uno de los intentos deja a Hoagie, Chilli y Kevin en trampas tendidas por Jerry. Durante la cena de ensayo, Susan revela a los chicos que está embarazada.
Derrotados, el grupo intenta elaborar un nuevo plan. Después de descubrir que Jerry asiste a reuniones de Alcohólicos Anónimos, el grupo decide atacar su próxima reunión, que es el día de su boda. Para prepararse, cierran todas las salidas y se disfrazan de miembros de AA. Hacen su jugada y casi atrapan a Jerry, pero una vez que se encuentra atrapado en la iglesia, Jerry se refugia en el almacén del vino de la comunión. Permanece allí durante horas mientras los chicos asedian la habitación, hasta que Susan se acerca, faltando pocas horas para la boda. Susan reprende a Jerry por arriesgar su boda por un juego infantil, pero de repente parece sufrir un aborto. Jerry sale a ayudarla. Chilli está convencida de que se trata de una treta, pero la situación parece auténtica, y el propio Jerry también les dice que no está jugando y ambos se marchan.
Los chicos reciben mensajes de que la boda se ha pospuesto debido a un posible aborto espontáneo. Sin embargo, Anna sospecha que todas las damas de honor han hecho publicaciones similares en Instagram. Como una de las damas de honor está enamorada de Bob, y además tiene un perfil privado, Anna crea un perfil falso para Bob con el fin de tenderle un cebo para que diga la verdad. Una vez que consiguen acceder, ven un post de la dama de honor de Susan en su vestido, lo que demuestra que la boda sigue en pie. Indignados por el truco, la pandilla decide colarse en la boda. A su llegada, Susan confirma el engaño, incluido el embarazo. Enfadado con Jerry por mentir, Hoagie decide pillar a Jerry al final de la ceremonia después de que él y Susan se besen. Hoagie carga contra Jerry y acaba derribando al pastor. Hoagie pierde entonces el conocimiento, lo que Jerry cree que es una treta, pero Anna confirma que el estado de Hoagie es grave y llama a una ambulancia.
Todos se reúnen en el hospital donde Hoagie les cuenta la verdad: había mentido sobre la renuncia de Jerry después de la temporada porque quería reunirse con sus amigos después de que recientemente le descubrieran un tumor en el hígado; le preocupaba la posibilidad de no estar vivo para el año siguiente y tenía el corazón roto por la posibilidad de morir sin ver a Jerry finalmente tocado. Jerry decide tragarse su orgullo y permite que Hoagie le toque. El grupo vuelve a empezar el juego, corriendo por el hospital como cuando eran niños, y cambian las reglas para que Anna y Rebecca puedan jugar también.
Antes de que empiecen a rodar los créditos, se muestran videoclips y una fotografía del grupo real de diez hombres que inspiró la película, y que siguen jugando hasta el día de hoy.

## Reparto
- Ed Helms como Hogan «Hoagie» Malloy
  - Jaren Lewison como Hoagie Adolescente
  - Braxton Bjerken como Hoagie Joven
- Jon Hamm como Bob Callahan
  - Elijah Marcano as Callahan Adolescente
  - Braxton Alexander como Callahan Joven
- Jake Johnson como Randy «Chilli» Cilliano
  - Kevin Moody como Chilli Adolescente
  - Tyler Crumley como Chilli Joven
- Hannibal Buress como Kevin Sable
  - Xavion Shelton como Sable Adolescente
  - Legend Williams como Sable Joven
- Jeremy Renner como Jerry Pierce
  - Maxwell Ross como Jerry Adolescente
  - Brayden Benson como Jerry Joven
- Annabelle Wallis como Rebecca Crosby
- Isla Fisher como Anna Malloy
- Rashida Jones como Cheryl Deakins
  - Kella Raines como Cheryl Adolescente
  - Th'Yana Star como Cheryl Joven
- Leslie Bibb como Susan Rollins
- Brian Dennehy como el Padre de Randy
- Sebastian Maniscalco como Pastor

## Producción
La película está basada en un grupo de amigos reales conocidos por jugar un juego de persecución por un mes. Esto fue presentado en The Wall Street Journal en enero de 2013, luego de esto el grupo comenzó a recibir ofertas para adaptar su historia en una película. Ellos vendieron los derechos de la historia el próximo mes. Inicialmente sería desarrollada con Will Ferrell y Jack Black en mente, sin embargo, ambos dejarían en algún momento el proyecto.
Jeremy Renner fracturó su codo derecho y su muñeca izquierda durante la filmación.

## Recepción
Tag recibió reseñas mixtas de parte de la crítica y positivas de parte de la audiencia. En la página web Rotten Tomatoes, la película obtuvo una aprobación de 61%, basada en 70 reseñas, con una calificación de 5.8/10, mientras que de parte de la audiencia tuvo una aprobación de 76%, basada en 719 votos, con una calificación de 4.3/5.
Metacritic le dio a la película una puntuación 57 de 100, basada en 32 reseñas, indicando "reseñas mixtas". En el sitio web IMDb los usuarios le han dado una calificación de 6.5/10, sobre la base de 369 votos.